# Giuseppe Pennaroli
Giuseppe Pennaroli (Fiorenzuola d'Arda, 1840 – Fiorenzuola d'Arda, 1899) è stato un tipografo e editore italiano.

## Biografia
Specializzato in editoria popolare, fu tra i primi a pubblicare i "fattacci", fogli volanti riportanti efferati casi di cronaca nera, e concentra il suo interesse nelle storie delle guerre coloniali. 
Il suo nome è noto soprattutto per la pubblicazione dei pianeti della fortuna, o pianete, variopinti foglietti con contenuti pronosticanti distribuiti per fiere e mercati da venditori ambulanti, che segneranno il suo successo imprenditoriale.